# John Paul Jones (film)
John Paul Jones is een Amerikaanse dramafilm uit 1959 onder regie van John Farrow. Het scenario is gebaseerd op het leven van de Schots-Amerikaanse marineofficier John Paul Jones.

## Verhaal
De marineofficier  John Paul Jones is een held van de Amerikaanse Onafhankelijkheidsoorlog. Zijn daden stuiten aldoor op onbegrip bij de Amerikaanse regering. Het Congres neemt al vlug maatregelen tegen hem.

## Rolverdeling
| Acteur             | Personage           |
| ------------------ | ------------------- |
| Robert Stack       | John Paul Jones     |
| Marisa Pavan       | Aimee de Tellison   |
| Charles Coburn     | Benjamin Franklin   |
| Erin O'Brien       | Dorothea Danders    |
| Bette Davis        | Catharina de Grote  |
| Macdonald Carey    | Patrick Henry       |
| Jean-Pierre Aumont | Lodewijk XVI        |
| David Farrar       | John Wilkes         |
| Peter Cushing      | Richard Pearson     |
| Susana Calanes     | Marie Antoinette    |
| Georges Rivière    | Russische kamerheer |
| Tom Brannum        | Peter Wooley        |
| Basil Sydney       | William Young       |
| Bruce Cabot        | Gunner Lowrie       |
| Archie Duncan      | Duncan MacBean      |